# Manchester (Maryland)
Manchester és una població dels Estats Units a l'estat de Maryland. Segons el cens del 2000 tenia 3.329 habitants.

## Demografia
Segons el cens del 2000, Manchester tenia 3.329 habitants, 1.134 habitatges, i 885 famílies. La densitat de població era de 662,5 habitants per km².
Dels 1.134 habitatges en un 44,1% hi vivien nens de menys de 18 anys, en un 64,9% hi vivien parelles casades, en un 10% dones solteres, i en un 21,9% no eren unitats familiars. En el 18,3% dels habitatges hi vivien persones soles el 6,6% de les quals corresponia a persones de 65 anys o més que vivien soles. El nombre mitjà de persones vivint en cada habitatge era de 2,83 i el nombre mitjà de persones que vivien en cada família era de 3,24.
Per edats la població es repartia de la següent manera: un 28,3% tenia menys de 18 anys, un 7,8% entre 18 i 24, un 31,6% entre 25 i 44, un 20,5% de 45 a 60 i un 11,8% 65 anys o més.
L'edat mediana era de 36 anys. Per cada 100 dones de 18 o més anys hi havia 89,5 homes.
La renda mediana per habitatge era de 57.390 $ i la renda mediana per família de 62.679 $. Els homes tenien una renda mediana de 37.794 $ mentre que les dones 29.118 $. La renda per capita de la població era de 20.956 $. Entorn del 0,9% de les famílies i el 2,1% de la població estaven per davall del llindar de pobresa.

## Poblacions més properes
El següent diagrama mostra les poblacions més properes.